# Corporación de la City de Londres
La Corporación de la City de Londres, oficial y legalmente el Alcalde, la Comunidad y los Ciudadanos de la City de Londres, es la autoridad local de la City de Londres, el centro histórico de Londres y la ubicación de gran parte del sector financiero del Reino Unido.
El nombre original, Corporación de Londres, fue cambiado en 2006 para distinguir el organismo que gobernaba la City de Londres de la Autoridad del Gran Londres, el gobierno regional del área administrativa más grande del Gran Londres. Es una corporación en el sentido de ser una corporación municipal en lugar de una empresa; se considera que son los ciudadanos y otras partes elegibles que actúan como una sola entidad corporativa para administrar los asuntos de la ciudad.
Tanto las empresas como los residentes de la City, o "Milla Cuadrada", tienen derecho a votar en las elecciones corporativas. Además de sus funciones como autoridad local (similares a las de los 32 distritos londinenses que administran el resto del Gran Londres), la Corporación de la City de Londres se encarga de apoyar al sector de servicios financieros y representar sus intereses. La estructura de la corporación incluye al Lord alcalde de Londres, el Tribunal de Concejales, el Tribunal del Consejo Común y la compañías de librea y Libertad de la ciudad. Las "Libertades y Costumbres" de la City de Londres están garantizadas en la cláusula IX de la Carta Magna, que aún permanece vigente.

## Historia
En el período anglosajón, las consultas entre los gobernantes de Londres y sus ciudadanos se celebraban en la Asamblea Popular. Los procesos administrativos y judiciales se llevaban a cabo en el Tribunal de Husting, y la parte administrativa del trabajo del tribunal evolucionó hacia el Tribunal de Concejales.
No existe registro sobreviviente de una carta que estableciera por primera vez la corporación como un cuerpo legal, pero se considera que la ciudad está incorporada por prescripción, lo que significa que la ley presume que ha sido incorporada porque ha sido considerada como tal durante un largo período de tiempo (por ejemplo, la Carta Magna establece que "la ciudad de Londres tendrá/disfrutará de sus antiguas libertades"). La Corporación de la City de Londres ha recibido varios privilegios especiales desde la conquista normanda, y la primera carta real registrada de la Corporación data de alrededor de 1067, cuando Guillermo el Conquistador otorgó a los ciudadanos de Londres una carta que confirmaba los derechos y privilegios que habían disfrutado desde la época de Eduardo el Confesor. Numerosas cartas reales posteriores a lo largo de los siglos confirmaron y ampliaron los derechos de los ciudadanos.
Alrededor de 1189, la City obtuvo el derecho a tener su propio alcalde, ascendiendo posteriormente al rango y título de Lord alcalde de Londres (Court of Aldermen). Con el tiempo, el Tribunal de Concejales buscó cada vez más apoyo de los plebeyos de la ciudad, lo que finalmente fue reconocido, siendo representados por el Tribunal del Consejo Común, conocido con ese nombre desde al menos 1376. Los primeros registros de los hábitos comerciales de los chambelanes (directores de finanzas de la Corporación) y los empleados comunes de la City, y los procedimientos de los tribunales del Consejo Común y los Concejales, comienzan en 1275 y están registrados en cincuenta volúmenes conocidos como los "Libros de Actas de la Ciudad de Londres" (Letter-Books of the City of London).
La Corporación de la City de Londres perdió sus privilegios mediante un escrito judicial (writ) quo warranto (del latín ¿bajo qué autoridad?) durante el reinado de Carlos II en 1683, pero posteriormente fueron restaurados y confirmados mediante Ley del Parlamento bajo el reinado de Guillermo III y María II en 1690, después de la Revolución Gloriosa.
Con las crecientes demandas sobre la Corporación y la correspondiente necesidad de recaudar impuestos locales de los plebeyos, el Consejo Común creció en importancia y ha sido el principal órgano de gobierno de la City de Londres desde el siglo XVIII.
En enero de 1898, el Consejo Común obtuvo el derecho pleno de recaudar tasas locales cuando la Ley de Alcantarillado de la Ciudad de Londres de 1897 transfirió las facultades y obligaciones de los Comisionados de Alcantarillado de la Ciudad de Londres a la Corporación. Se creó una Comisión de Alcantarillado independiente para la City de Londres tras el Gran incendio de 1666, y además de la construcción de desagües, era responsable de la prevención de inundaciones, la pavimentación, la limpieza, la iluminación de las calles y los cementerios y entierros de la City. Los comisionados individuales eran previamente nominados por la Corporación, pero era un organismo independiente. Anteriormente, la Corporación tenía facultades de tasación limitadas en relación con la recaudación de fondos para la Policía de la City de Londres, así como la tasa de la milicia y algunas tasas relacionadas con los requisitos generales de la Corporación.
La Corporación es única entre las autoridades locales británicas por su existencia legal continua durante muchos siglos y por tener el poder de alterar su propia constitución, lo que se hace mediante una Ley del Consejo Común.